# Apopo

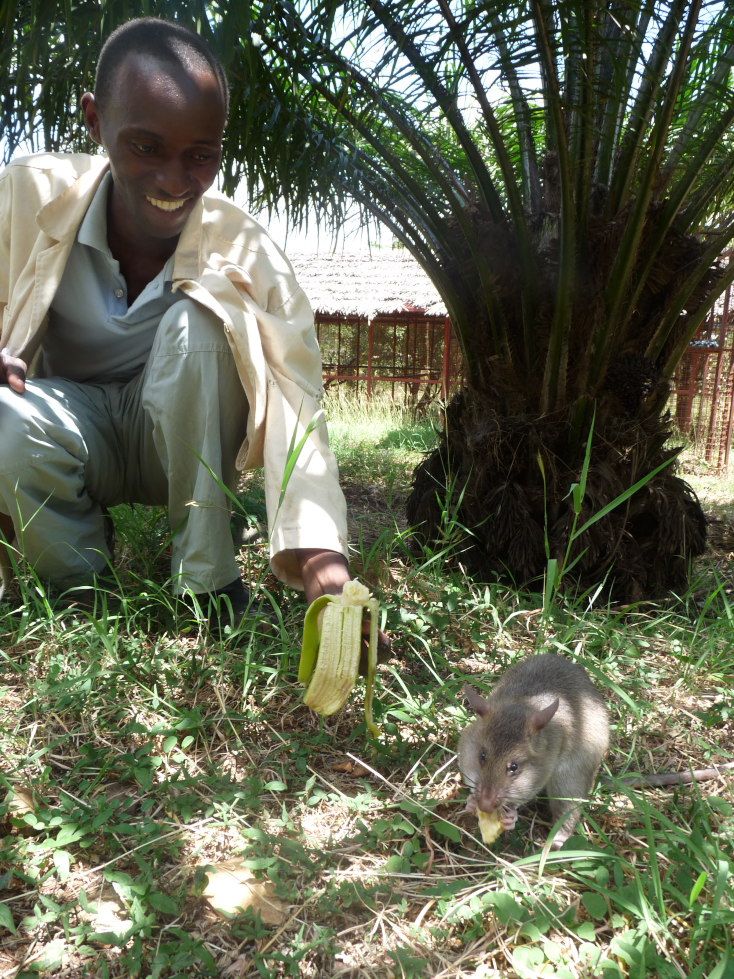
Eine Riesenhamsterratte beim Training (2009)

Apopo (Antipersoonsmijnen Ontmijnende Productontwikkeling, deutsch etwa: „Entwicklung von Produkten zur Landminenräumung“) ist eine gemeinnützige belgische NGO, die Methoden für den Einsatz von Spürratten für humanitäre Zwecke erforscht, entwickelt und verbreitet.

## Tätigkeitsfelder
Apopo richtet Riesenhamsterratten zu Spürratten (sogenannte HeroRATS) für die Suche nach Landminen und zur Tuberkulose-Schnellerkennung ab. Die gemeinnützige Non-Profit-Organisation forscht diesbezüglich seit 1997. Sie arbeitet weitgehend auf Basis von Spendenmitteln, z. B. durch virtuelle Adoption einer HeroRAT.

### Landminenerkennung
Die Methode zur Landminenerkennung wurde von Wissenschaftlern aus Belgien und Tansania mit Unterstützung der Universität Antwerpen entwickelt. Der erste Einsatz der Ratten zur Minenerkennung in Mosambik verlief erfolgreich. Inzwischen wurden die Ratten in weiteren Ländern Subsahara-Afrikas eingesetzt, z. B. Tansania. Im September 2015 wurde Mosambik dann als Minen-frei deklariert.
Gegenüber Metalldetektoren weist die Riesenhamsterratte nach einer dreimonatigen Dressur eine 50-mal höhere Treffsicherheit auf, was die Minensuche angeht. Gegenüber dem Spürhund hat sie den Vorteil, dass sie schneller lernt, weniger Futter benötigt und mehr Tiere mit weit weniger Aufwand in die abzusuchenden Gebiete zu bringen sind. Auch lösen die Hamsterratten durch ihr geringes Körpergewicht kaum Minen aus.

### Tuberkulose-Schnellerkennung
Seit 2007 werden die Ratten neben dem Sprengstoff auch auf den Geruch von Tuberkulose (TBC) trainiert und seit Mitte 2008 zur Kontrolldiagnose in TBC-Programmen eingesetzt. Die Ratten sind zwar nicht so perfekt wie etwa ein Pathologe mit einem modernen Mikroskop, jedoch erzielen sie weitaus bessere Resultate, als viele Kliniken im ländlichen Afrika erreichen. Eine TBC-Spürratte kann 40 Proben in nur 7 Minuten überprüfen, eine Arbeit, für die ein ausgebildeter Labortechniker einen ganzen Tag benötigt. Die Erforschung wurde von der Weltbank mit 165.000 Dollar unterstützt.